# Zaccaria Pallioppi
Zaccaria Pallioppi (Celerina/Schlarigna, 2 de maig de 1820 -3 de maig de 1873) va ser un jurista i lingüista de llengua romanx i, concretament, de l'engiadinès.
Zaccaria Pallioppi fou fill de l'advocat i filòleg Jon Pitschen i la seva esposa Chatrina (de soltera, Zamboni). Quan tenia vuit anys, va morir el seu pare; i nou anys més tard, la seva mare. De 1828 a 1833, va estudiar a l'institut à Porta a Ftan, després va començar el 1832 a Torí un aprenentatge com a pastisser. De 1835 a 1841 va assistir el Gimnàs (institut de secundària) a Chur. Després es va formar com a advocat a Chur, Jena, i Berlín. Durant els seus estudis, es va convertir el 1841 en membre del Fürstenkeller-Burschenschaft a Jena, Alemanya. Allà es va familiaritzar amb la romanística. El 1844 es va graduar, va tornar a Celerina i es va convertir en advocat i notari. El 1844 es va casar amb Ursina Mengia Vicedomini.
Entre 1855 i 1857 va ser "Landammann" (president del consell cantonal), de 1857-1859 membre del parlament dels Grisons i jutge de pau. El 1859 va abandonar el servei públic i es dedicà exclusivament als estudis filològics, especialment del ladí. Pallioppi va morir el tres de maig de 1873, i va ser enterrat el 5 de maig al cementiri de l'església de Sant Gian a Celerina.

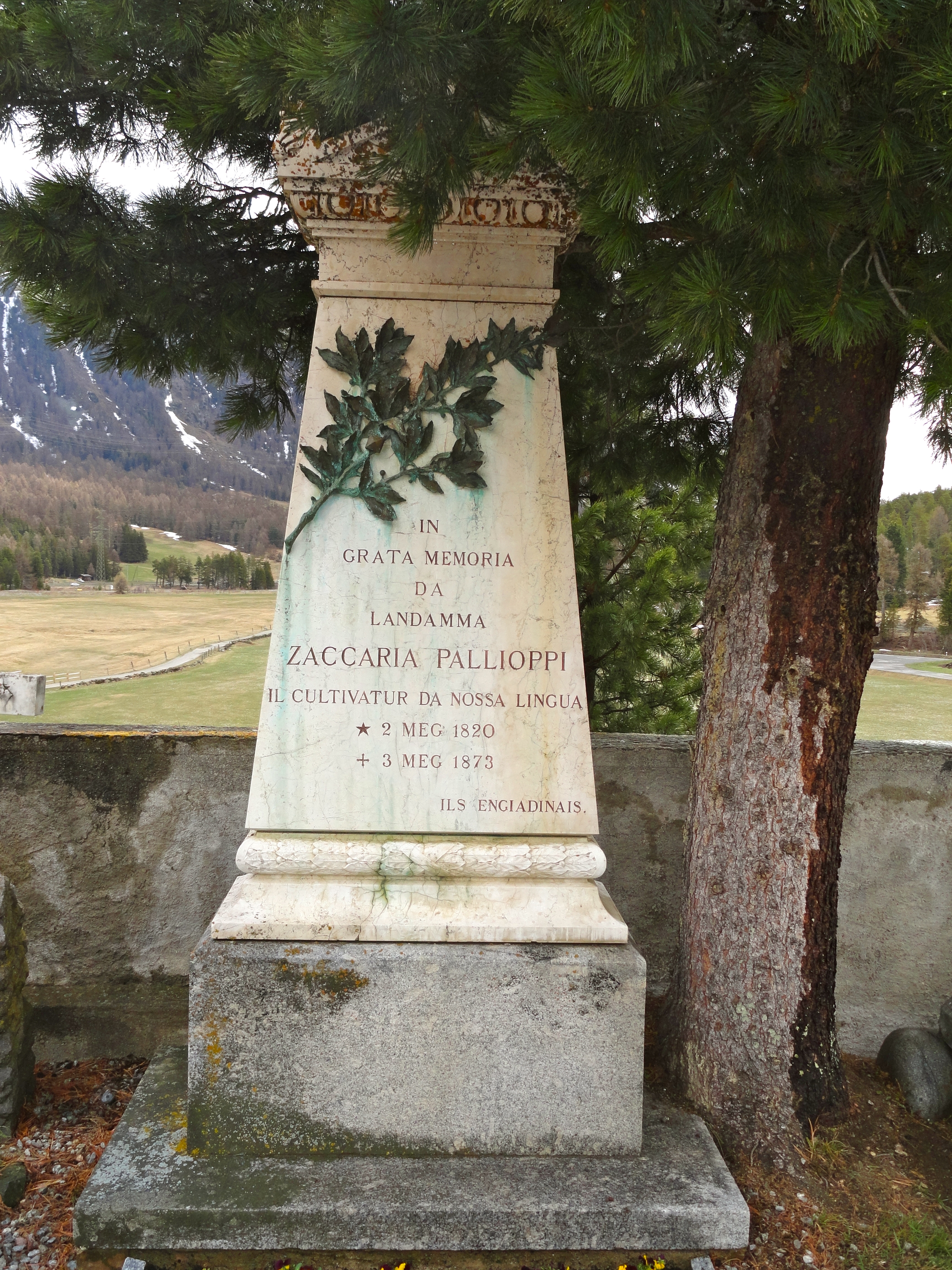
Tomba de Pallioppi en el cementiri de Sant Gian

## Obra
En 1857 va establir amb l'Ortografia et ortoëpia del llenguatge romauntsch d'Engiadin'ota, compiledas per creschieus et scolars pü avanzos la primera ortografia del ladí de l'Alta Engadina, el puter. La seva Conjugazium del verb es va publicar el 1868. Amb aquestes obres va donar una base científica al parlar de l'Alta Engadina i el va afermar com a llengua escrita.
Va començar a redactar a seva obra principal, el Dizionari dels idioms romauntschs d'Engiadin'ota e bassa, della Val Müstair, da Bravuogn e Filisur el 1858. En morir només estava preparada per a la impremta a primera lletra, la A. La resta del diccionari el deixà en forma d'esborranys on mostra la seva concepció unitària dels dialectes engadinesos. L'edició del diccionari engadinès-alemany fou acabada pel seu fill, el pastor Emil Pallioppi, i el 1895 en va publicar una versió abreujada. El 1902 es publicà la part de l'alemany-engadinès. Cada part consta de vers 900 pàgines. Un altre treball extens de tema onomàstic, Orts- und Eigennamen Rätiens ("Noms de lloc i noms propis de la Rètia") va quedar inèdit.

## Publicacions

### Obra filològica
- Ortografia et ortoëpia del idiom romauntsch d'Engiadin'ota, compiledas per creschieus et scolars pü avanzos (Google Books, Internet Archive)
- La conjugaziun del verb nel idiom romauntsch d'Engiadin'Ota (Google Books, Internet Archive)
- Dizionari dels idioms romauntschs d'Engiadin' ota e bassa, della Val Müstair, da Bravuogn e Filisur con particulera consideraziun del idiom d'Engiadin'ota (Internet Archive)

### Literatura
- Poesias in part proprias, in part libramaing vertidas I
- Poesias in part proprias, in part libramaing vertidas II
- Poesias in part proprias, in part libramaing vertidas III (Google Books, Internet Archive)